# Jeff Strasser
Jeff Strasser (Lussemburgo, 5 ottobre 1974) è un allenatore di calcio ed ex calciatore lussemburghese, di ruolo difensore e allenatore del Progrès Niedercorn.

## Carriera
Strasser ha giocato in vari campionati professionistici esteri quali la Ligue 1 e la Bundesliga. In particolare Strasser ha disputato 6 campionati di massima serie francese, tutti col Metz, con il quale ha ottenuto un secondo posto finale nel 1997-98, per un totale di 84 presenze e una rete, e 7 stagioni nella massima serie tedesca con Kaiserslautern e Borussia Mönchengladbach, per un totale di 194 presenze e 10 reti. Nella stagione 2006-07 ha militato inoltre in Ligue 2 (seconda divisione francese) con lo Strasburgo ottenendo la promozione in massima serie.
In Nazionale ha finora totalizzato 98 presenze e 7 reti e detiene il record di presenze.
Nel 2008, durante le qualificazioni per i mondiali del 2010, Jeff Strasser segna una rete di punizione contro la Svizzera ed è autore del passaggio decisivo a Fons Leweck per segnare il 2-1 della vittoria. Il Lussemburgo finisce il girone 4 davanti alla Moldavia.
Nel 1999 e nel 2001 si è aggiudicato il titolo di Sportivo lussemburghese dell'anno, risultando il quarto calciatore ad ottenere tale riconoscimento.

## Palmarès

### Giocatore
- Coppa di Lega francese: 1

Metz: 1995-1996

### Allenatore
- Campionato lussemburghese: 2

Fola Esch: 2012-2013, 2014-2015
- Coppa del Lussemburgo: 1

Progres Niedercorn: 2023-2024